# Dolicholobium rubrum
Dolicholobium rubrum är en måreväxtart som beskrevs av Rudolf Schlechter och Theodoric Valeton. Dolicholobium rubrum ingår i släktet Dolicholobium och familjen måreväxter.
Artens utbredningsområde är Papua Nya Guinea. Inga underarter finns listade i Catalogue of Life.